# Yuti
Yuti est un magazine trilingue pour les enfants du Sri Lanka.

## Description

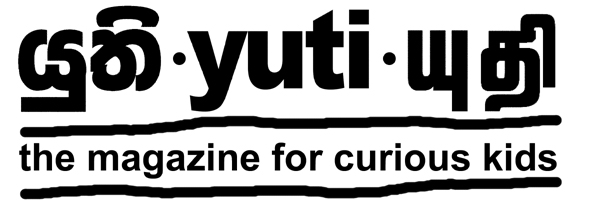
Yuti, the magazine for curious kids.

Publié et distribué gratuitement entre 2006 et 2010, Yuti, qui signifie « Unité » en sanskrit, était un magazine trilingue (anglais, cinghalais, tamoul) indépendant, non communautaire, laïc et apolitique destiné aux enfants sri-lankais âgés de 8 à 14 ans.

## Historique
Le 26 décembre 2004, un violent tsunami dévaste les côtes d'Asie du sud et tue plus de 36 000 personnes au Sri Lanka.
Dans les jours qui suivent, avec une poignée d'amis, Philippe Fabry crée Sri Lanka Solidarity (SLS) pour aider les victimes et participer à l’effort de reconstruction du pays. Au cours des mois suivants commence près de Hambantota la construction du village Istouti, et la création de deux chantiers navals pour fabriquer différents modèles de bateaux de pêche.
Le 22 avril 2005, des représentants des organisations Solidarité laïque (Michel Debon de Beauregard, Louis Bourgois), Ceméa (Fabrice Mongiat) et de la Ligue de l'enseignement (Céline Gapenne) rencontrent le fondateur de Sri Lanka Solidarity pour initier la création d'un magazine destiné aux enfants touchés par le tsunami ainsi qu'aux victimes de la guerre civile.
Solidarité laïque est alors déjà en partenariat avec Aina, une organisation basée en Afghanistan et fondée par le photographe Reza Deghati, qui publie Parvaz, lui aussi un magazine pour enfants défavorisés.
Une équipe locale est formée pour préparer les deux premiers numéros qui sont présentés le 21 septembre 2006 à Colombo.
Parrainés par Solidarité laïque, les magazines sont publiés par Sri Lanka Solidarity, conseillé par Aina.
Les premiers numéros de Yuti paraissent avec le soutien exclusif de Solidarité laïque pendant les deux premières années. D'autres organisations, locales et internationales, deviennent partenaires par la suite.
Le 15 novembre 2010 sort le numéro 9. La parution est alors interrompue par manque de fonds.
Au cours de ces cinq années, neuf numéros ont été publiés, chacun d’entre eux construit autour d’un thème différent (monographie).

## Thèmes des numéros de Yuti
(téléchargement et reproduction libres de droits)
- Yuti no 1 : Water (L'eau)
- Yuti no 2 : Color (La couleur)
- Yuti no 3 : Space (L'espace)
- Yuti no 4 : Human body (Le corps humain)
- Yuti no 5 : Communication (La communication)
- Yuti no 6 : Earth (La Terre)
- Yuti no 7 : Weather (Le climat)
- Yuti no 8 : Animals (Les animaux)
- Yuti no 9 : Sports (Les sports)

## Objectifs du magazineYuti
Mettre à disposition (concevoir, publier, distribuer dans toute l'île et promouvoir) un magazine éducatif trilingue pour les enfants sri-lankais âgés de 8 à 14 ans de toutes origines ethniques et culturelles, le contenu de Yuti est conçu pour aider les enfants à acquérir les compétences de vie et les valeurs nécessaires pour faire face au monde moderne en mutation.

## Groupes cibles et bénéficiaires
Les bénéficiaires ciblés sont les enfants âgés de 8 à 14 ans vivant dans toutes les régions de Sri-Lanka, y compris les régions les plus délaissées du nord et de l'est de l’île.
Toutes les communautés linguistiques, ethniques et religieuses sont incluses dans le groupe cible. Dans la mesure du possible, l'accent est mis sur la distribution du magazine aux enfants dont l'accès aux autres matériels éducatifs et aux sources d'information est faible ; en particulier les camps de déplacés.
Le magazine Yuti étant distribué dans les écoles de toute l'île, il est également entre les mains de leurs enseignants.

## Une publication éducative approuvée par le ministère de l'Éducation
Lors de la phase pré-presse, une maquette couleur de Yuti est remise au ministère de l'Éducation pour approbation. Cette approbation est confirmée par une mention sur la couverture intérieure de chaque magazine. Le ministère a soutenu un programme de formation des enseignants (six ateliers de deux jours) utilisant Yuti comme matériel pédagogique dans la province de l'Est. Ce programme s’est achevé en mars 2009. Par ailleurs, ce ministère a distribué le magazine Yuti dans toutes les écoles.